# Oberonia subanajamensis
Oberonia subanajamensis är en orkidéart som beskrevs av Johannes Jacobus Smith. Oberonia subanajamensis ingår i släktet Oberonia och familjen orkidéer. Inga underarter finns listade i Catalogue of Life.